# Fundación Vida
La Fundación Vida es un grupo ficticio de supervivencia que aparece en los cómics estadounidenses publicados por Marvel Comics. Principalmente un enemigo de Spider-Man, la organización existe dentro del principal universo compartido de Marvel, conocido como el Universo Marvel. Creado por el escritor David Michelinie y el artista Todd McFarlane, apareció por primera vez en The Amazing Spider-Man Vol. 1, # 298 (marzo de 1988).
Fundación Vida aparece en la película de acción en vivo del Universo Spider-Man de Sony, Venom (2018).

## Historial de publicaciones
La Fundación Life se introdujo en The Amazing Spider-Man vol. 1, # 298-299 y luego apareció en los números 320-321, # 324 y # 351-352, así como en el argumento de "Asesinos de héroes" que se publicó en The Amazing Spider-Man Annual Vol. 1, # 26, The Spectacular Spider-Man Annual Vol. 1, # 12, Web of Spider-Man Annual Vol. 1, # 8 y The New Warriors Annual Vol. 1, # 2. La organización se presentó posteriormente en Venom: Lethal Protector # 3-5 y Spider-Man: The Arachnis Project # 1-6, e hizo su última aparición hasta la fecha en una secuencia de flashback en Venom: Separation Anxiety # 2.

## Historia
Fundación Vida, un sofisticado y sin escrúpulos de sobrevivientes corporativos, se fundó en respuesta a la paranoia de la Guerra Fría, y se dedica a construir comunidades a prueba de muerte para sus propios miembros y la élite de la sociedad, que pueden reservar un lugar en estas instalaciones por un pago mínimo de $ 5,000,000.
La Fundación Vida contrata a Chance para robar armamentos europeos que se envían a Manhattan, ofreciendo al mercenario $ 25,000. Cuando Chance se reporta a la Fundación Vida después del robo, el líder del grupo, Carlton Drake, lo noquea y lo toma prisionero. Drake trajo a Chance a una instalación en Nueva Jersey, y ordena que lo torturen para que revele cómo funciona su exoesqueleto eléctrico para que pueda ser producido en masa para el beneficio de la Fundación Vida. Spider-Man, que había estado rastreando a Chance, lo descubre y lo libera, y juntos destruyen la base de la Fundación Vida.
Meses después, la Fundación Vida gana un nuevo cliente llamado Chakane, un hombre involucrado en un complot para asesinar al rey de Symkaria. Si el plan tiene éxito, Chakane y sus asociados evadirán a las autoridades estableciendo su residencia en un refugio de la Fundación Vida, uno protegido por "Protectores" sobrehumanos sin mente. Silver Sable se da cuenta de la situación y obtiene más información sobre él interrogando a Chakane y Drake después de que Spider-Man y Paladin la ayuden a entrar en la nueva ciudad subterránea que la Fundación Vida ha construido en Nueva Jersey. Spider-Man y Solo luego capturan a Toler Weil, un aliado de Chakane que la Fundación Vida había escondido en el Museo Metropolitano de Arte.
Después de que se destruye el Tri-Centinela al final del evento Actos de venganza, la Fundación Vida lo reconstruye y reprograma, que pierde el control de la máquina cuando las directivas que originalmente le dio a Loki que se reafirman sobre las nuevas programadas en la fundación. Spider-Man y Nova pueden eliminar el Tri-Centinela usando un pedazo de Vibranium antártico, pero en el proceso pierden un disco que contiene información incriminatoria sobre las actividades ilegales de la Fundación Vida.
La Fundación Vida aparece posteriormente como una de las corporaciones involucradas en el intento de la Esfinge de encontrar una manera de duplicar lucrativamente los poderes de los superhumanos capturados, un complot frustrado por Spider-Man y los Nuevos Guerreros.
Roland Treece, miembro de la Junta Directiva de la Fundación Vida, luego hace que la compañía lo ayude a lidiar con Venom, quien comenzó a interferir en la búsqueda de Treece de una reserva de oro perdida supuestamente enterrada en algún lugar debajo de un parque en San Francisco. La Fundación Vida captura a Venom y extrae de él cinco simbiontes adicionales que otorga a un quinteto de sus soldados, creando Scream, Phage, Riot, Lasher y Agony. Los nuevos simbiontes cometen actos aleatorios de violencia en todo San Francisco para poner a prueba sus capacidades, atrayendo la atención de Spider-Man, que sigue a Scream a una instalación de Fundación Vida ubicada en el Desierto de Mojave. Spider-Man y un Venom escapado se unieron para combatir a los simbiontes, aparentemente matando a las criaturas y despojando a sus anfitriones, un desarrollo que lleva a la Fundación Vida a abandonar y destruir las instalaciones de Mojave.
Los cinco simbiontes y sus anfitriones de alguna manera sobreviven a la explosión y son recuperados por la Fundación Vida, contra quienes se rebelan antes de huir a la ciudad de Nueva York.
La Fundación Vida se estableció nuevamente en Washington D. C., contrata al jurado y un mercenario llamado Spoiler para reemplazar a los guerreros simbiontes, y comienza a robar artefactos y otros objetos de valor para almacenar en sus búnkeres del fin del mundo, aún creyendo en la inminencia de la III Guerra Mundial. Cuando a Carlton Drake se le diagnostica un cáncer terminal, tiene a la Fundación Vida como una rama del gobierno y ofrece fondos a Toshiro Mikashi, un profesor de entomología que trabaja en una cura para el cáncer basada en arácnidos y otras dolencias llamada "Proyecto Arachnis". Mikashi finalmente se da cuenta de quiénes son realmente sus partidarios y que intentan explotar su trabajo usándolo para crear una nueva raza de Homo Arachnis, por lo que la Fundación Vida lo mantiene obediente al amenazar a su hija, Miho.
Cuando uno de los estudiantes de Mikashi se encuentra con la investigación del profesor, la Fundación Vida lo mata, un acto que atrae a un sospechoso Spider-Man (quien, como Peter Parker, fue uno de los estudiantes de Mikashi) a Washington. Después de que Mikashi revela su participación en la Fundación Vida a Parker, la organización secuestra al profesor y a su hija, lo que estimula a Spider-Man para que el jurado lo capture y pueda discernir el paradero de Mikashis.
Mikashi, a regañadientes, completa la fórmula del Proyecto Arachnis utilizando una muestra del ADN de Spider-Man cautivo, y le da a Roland Treece, quien le inyecta a Drake, con la intención de que lo mate (ya que estaba destinado a ser ingerido) y así permitirle. Para usurpar el control de la Fundación Vida. La mezcla, en cambio, transforma con éxito a Drake en Homo Arachnis, que se desboca, devorando al personal de la Fundación Vida mientras combate a Spider-Man, al Jurado de amotinamiento y al Venom recién llegado. Después de que Venom atrape a Drake y evacue con todos los demás en la instalación, Mikashi se sacrifica saboteando el reactor nuclear de la base para provocar una explosión que eliminará todos los rastros del Proyecto Arachnis.
La explosión está contenida en el blindaje de la instalación, lo que evita que afecte a Washington. El inflexible Homo Arachnis luego se extrae de los restos de la base y arroja su exoesqueleto para revelar a un Drake joven y saludable, que jura vengarse de Spider-Man, el Jurado y Venom.
La Fundación Vida en algún momento se declaró en bancarrota del Capítulo 7 e hizo que uno de sus refugios abandonados fuera allanado por Mendel Stromm, quien desenterró y reactivó el Tri-Centinela.

## Miembros

### Junta Directiva
- Carlton Drake - CEO[2]
- Mr. Gabriel[1]
- Mr. MacVay[2]
- Mr. Pullman[1]
- Ms. Caputo[2]
- Roland Treece - CEO de Treece Internacional[2]

### Personales
- Agente #55 – Agente de campo[18]
- Agente #68 – Agente de campo[18]
- Agente #77 – Agente de campo[21]
- Collins - Científico[7]
- Emerson - Científico[13]
- Cinco Simbiontes - Guardias[13]
  - Agony (Leslie Gesneria)
  - Lasher (Ramon Hernández)
  - Phage (Carl Mach)
  - Riot (Trevor Cole)
  - Scream (Donna Diego)
- Gómez - Guard[14]
- Julio – Un operador submarino que trabajó junto a Chance.[2]
- Pauly - Guard[14]
- "Protectores" - Los mercenarios se transformaron en guardianes sin sentido y monstruosos para una instalación en Nueva Jersey.[4]
- Ricardo - Guardia[13]
- Escuadrón Tac - Guardias[7]

### Asociados
- Chance - un mercenario contratado para robar armamentos europeos.[2]
- El Jurado - mercenarios empleados por una instalación en Washington D. C.[17]
  - Orwell Taylor - Líder, y accionista de la Fundación Vida.
  - Bomblast (Parmenter)
  - Firearm
  - Ramshot (Samuel Caulkin)
  - Screech (Maxwell Taylor)
  - Sentry (Curtis Elkins)
- Jefe Sneak - Un ladrón sobrehumano contratado para robar artefactos en y alrededor de Washington D. C.[17]
- Spoiler - Un mercenario sobrehumano empleado por una instalación en Washington D. C.[17]
- Toshiro Mikashi – Un profesor de entomología chantajeado para trabajar en el Proyecto Arachnis.[17]

## En otros medios

### Película
La Fundación Vida aparece en la película de 2018, Venom. Representado como una corporación genética, Carlton Drake es el CEO, mientras que Roland Treece es el jefe de seguridad. La Fundación Vida descubre a los simbiontes y realiza experimentos con anfitriones ilegales que involucran a personas sin hogar, lo que motiva a la científica Dora Skirth (interpretada por Jenny Slate) a exponer la Fundación Vida e introdujo a Eddie Brock que lo llevó a unirse con el simbionte Venom. Al final de la película, se puede suponer que la Fundación Vida se cerró después de que Eddie Brock dejó evidencia de los crímenes de Drake para su exjefe, Jack.

### Videojuegos
La Fundación Vida apareció en Venom/Spider-Man: Separation Anxiety como empleadores de los cinco simbiontes y el Jurado. Al final del juego, Spider-Man y Venom descubren que la Fundación también había experimentado con Carnage.